# Ligne principale Mizushima
La ligne principale Mizushima (水島本線, Mizushima-honsen) est une ligne ferroviaire exploitée par la compagnie privée Mizushima Rinkai Railway à Kurashiki, dans la préfecture d'Okayama au Japon. Elle relie la gare de Kurashiki-shi au terminal fret de Kurashiki (Kurashiki Kamotsu Terminal).

## Histoire
La ligne est ouverte en 1943 par Mitsubishi Heavy Industries pour desservir une usine d'aviation. La ligne est transférée à Mizushima Industrial City Development en 1947 et les services voyageurs commencent en 1948. Depuis 1970, la ligne est exploitée par la compagnie Mizushima Rinkai Railway.

## Caractéristiques

### Ligne
- Longueur : 11,2 km
- Ecartement : 1 067 mm
- Nombre de voies : Voie unique

### Services
Les services voyageurs relient Kurashiki-shi et Mizushima ou Mitsubishi-jikō-mae.

### Liste des gares
La ligne comporte 11 gares.
| Numéro | Gare                       | Nom japonais       | Distance (km) | Correspondances                       | Localisation |
| ------ | -------------------------- | ------------------ | ------------- | ------------------------------------- | ------------ |
| MR0    | Kurashiki-shi              | 倉敷市             | 0             | JR West : Hakubi, Sanyō (à Kurashiki) | Kurashiki    |
| MR1    | Kyūjōmae                   | 球場前             | 2,0           |                                       | Kurashiki    |
| MR2    | Nishitomii                 | 西富井             | 3,6           |                                       | Kurashiki    |
| MR3    | Fukui                      | 福井               | 4,4           |                                       | Kurashiki    |
| MR4    | Urada (ja)                 | 浦田               | 5,5           |                                       | Kurashiki    |
| MR5    | Yayoi                      | 弥生               | 7,5           |                                       | Kurashiki    |
| MR6    | Sakae                      | 栄                 | 8,2           |                                       | Kurashiki    |
| MR7    | Tokiwa                     | 常盤               | 8,6           |                                       | Kurashiki    |
| MR8    | Mizushima                  | 水島               | 9,2           |                                       | Kurashiki    |
| MR9    | Mitsubishi-jikō-mae        | 三菱自工前         | 10,4          |                                       | Kurashiki    |
| -      | Kurashiki-Kamotsu Terminal | 倉敷貨物ターミナル | 11,2          |                                       | Kurashiki    |